# عزلة بني محمد (صنعاء)

تعديل مصدري - تعديل

عزلة بني محمد هي إحدى عزل مديرية الحيمة الخارجية في محافظة صنعاء اليمنية ويبلغ تعداد سكانها 1149 نسمة حسب التعداد السكاني في اليمن لعام 2004.